# Богичевич, Владислав
Вла́дислав Боги́чевич (серб. Владислав Богићевић; 7 ноября 1950, Белград, ФНРЮ) — югославский футболист, полузащитник.

## Карьера

### В сборной
В сборной Югославии Владислав Богичевич дебютировал 9 мая 1971 года в отборочном матче чемпионата Европы 1972 года со сборной ГДР, завершившимся со счётом 2:1. В составе сборной Богичевич принял участие в чемпионате мира 1974 года. Своё последнее выступление за сборную Богичевич провёл в товарищеском матче со сборной Венгрии 5 октября 1977 года, тот матч завершился поражением югославов со счётом 3:4. Всего же за сборную Богичевич сыграл 23 официальных матча в которых забил 2 гола.
| №  | Дата             | Соперник   | Счёт | Голы | Турнир                    |
| 1  | 9 мая 1971       | ГДР        | 2:1  | -    | Отборочный матч к ЧЕ 1972 |
| 2  | 20 сентября 1972 | Италии     | 1:3  | -    | Товарищеский матч         |
| 3  | 9 мая 1973       | ФРГ        | 1:0  | -    | Товарищеский матч         |
| 4  | 13 мая 1973      | Польша     | 2:2  | -    | Товарищеский матч         |
| 5  | 26 сентября 1973 | Венгрия    | 1:1  | -    | Товарищеский матч         |
| 6  | 21 октября 1973  | Испания    | 0:0  | -    | Отборочный матч к ЧМ 1974 |
| 7  | 13 февраля 1974  | Испания    | 1:0  | -    | Отборочный матч к ЧМ 1974 |
| 8  | 17 апреля 1974   | СССР       | 0:1  | -    | Товарищеский матч         |
| 9  | 5 июня 1974      | Англия     | 2:2  | -    | Товарищеский матч         |
| 10 | 13 июня 1974     | Бразилия   | 0:0  | -    | Чемпионат мира 1974       |
| 11 | 18 июня 1974     | Заир       | 9:0  | 1    | Чемпионат мира 1974       |
| 12 | 22 июня 1974     | Шотландии  | 1:1  | -    | Чемпионат мира 1974       |
| 13 | 30 июня 1974     | Польша     | 1:2  | -    | Чемпионат мира 1974       |
| 14 | 3 июля 1974      | Швеция     | 1:2  | -    | Чемпионат мира 1974       |
| 15 | 31 мая 1975      | Нидерланды | 3:0  | -    | Товарищеский матч         |
| 16 | 4 июня 1975      | Швеция     | 2:1  | -    | Отборочный матч к ЧЕ 1976 |
| 17 | 9 июня 1975      | Норвегия   | 3:1  | 1    | Отборочный матч к ЧЕ 1976 |
| 18 | 18 февраля 1976  | Тунис      | 1:2  | -    | Товарищеский матч         |
| 19 | 25 сентября 1976 | Италия     | 0:3  | -    | Товарищеский матч         |
| 20 | 10 октября 1976  | Испания    | 0:1  | -    | Отборочный матч к ЧМ 1978 |
| 21 | 23 марта 1977    | СССР       | 2:4  | -    | Чемпионат Европы 1976     |
| 22 | 30 апреля 1977   | ФРГ        | 1:2  | -    | Товарищеский матч         |
| 23 | 5 октября 1977   | Венгрия    | 3:4  | -    | Товарищеский матч         |

Итого: 23 матча / 2 гола; 7 побед, 6 ничьих, 10 поражений.

## Достижения

### Командные
«Црвена Звезда»
- Чемпион Югославии (2): 1973, 1977
- Серебряный призёр чемпионата Югославии (2): 1972, 1978
- Бронзовый призёр чемпионата Югославии (2): 1974, 1975
- Обладатель Кубка Югославии: 1971

 «Нью-Йорк Космос»
- Чемпион NASL (3): 1978, 1980, 1982
- Серебряный призёр чемпионата NASL: 1981

### Личные
- Член Зала Славы футбола США.
- Номинант на Золотой мяч: 1973